# Prostitúció Kínában

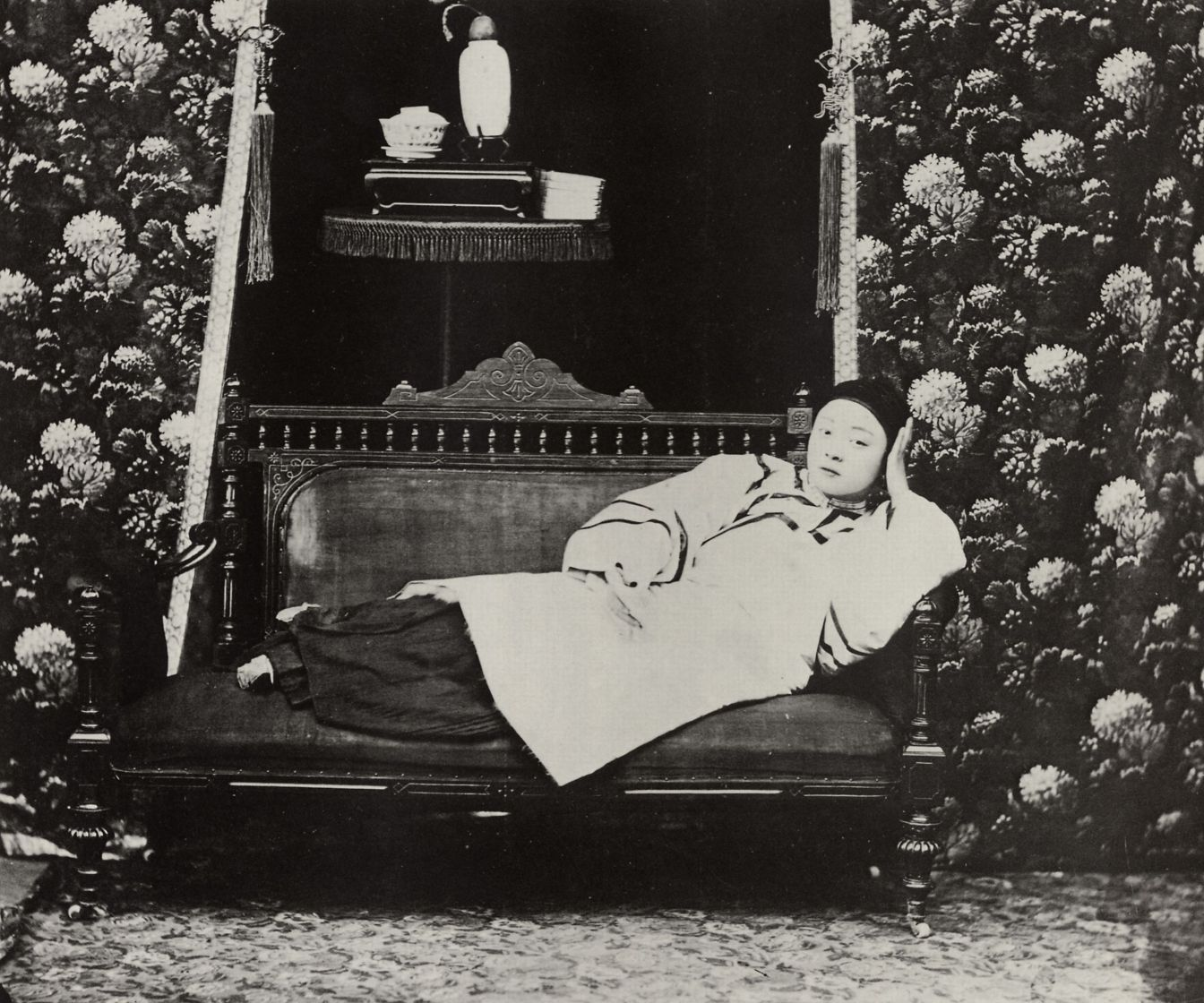

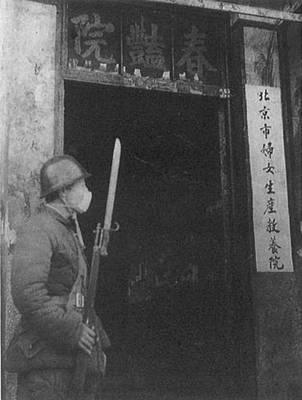
Prostitúció egy egykori „oktató központban” bordélyházként Pekingben, 1949

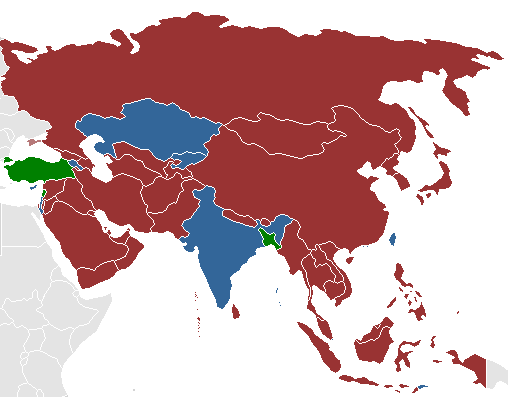
A prostitúció legális és szabályozott
A prostitúció (szexuális aktus pénzért) legális, de a bordélyházak üzemeltetése nem ; A prostitúció nem szabályozott
A prostitúció illegális
Nincs adat

Nem sokkal miután a Kínai Kommunista Párt átvette a hatalmat Kínában 1949-ben, hadjáratot hirdetett a prostitúció ellen az 1960-as években. Az 1980-as években Kínában a prostitúció nem csak egyre láthatóbbá vált, hanem már megtalálható volt az urbán és a rural részeken is. A kormány erőfeszítéseinek ellenére, olyan mértékben terjedt ki, hogy már iparágnak nevezhetjük, ami nagy számú tömeget foglal magába és tekintélyes gazdasági hozamot termel. A prostitúciót sok problémával is társítják, beleértve a megtervezett bűncselekményt, korrupciót és a szexuális úton terjedő betegségeket. Például, a Kommunista Párt hivatalos vidéki vezető képviselőjét aki ellenezte a prostitúciót, eltávolították pozíciójából, miután rajta kapták egy hotelben egy prostituálttal.
Kínában a prostitúcióval kapcsolatos tevékenységeket különböző típusok, helyszínek és árak jellemzik. A prostituáltak maguk is széles körű társadalmi rétegből származnak. Szinte az össze prostituált nő, de az utóbbi években férfiak is jelentek meg. Sok orosz nő is dolgozik így Kínában. A helyszínek jellemzően szállodák, karaoke bárok és szépségszalonok.
Hivatalosan a prostitúció az illegális Kínában. A kínai kormány is határozatlan, de jogilag általában bűnözőként vagy kötelességszegést elkövetettként kezelik őket. Mivel a prostitúció az 1980-as években jelent meg, a kormányzati hatóságok először a jogrendszer használatával, azaz a bíróságokkal és a rendőrséggel próbálták szabályozni. Később a rendőrség által vezetett kampányokra hivatkoztak, amik világosan körülzárták az élénk közéleti aktivitást, egyfajta társadalmi fegyelmet. Annak ellenére, hogy a nemzetközi civil szervezetek és a külföldi kommentátorok lobbiztak, nincs elegendő támogatás a szexuális körzetek legalizálásához, sem civil, sem társadalmi szervezetek vagy a kormány, sem a Kínai Népköztársaság részéről.
Míg az értékesített szexuális aktus jogellenes marad Kínában, addig az erotikus masszázs, vagy ismertebb nevén masszázs „boldog véggel”, az legális 2013 óta Guangdong tartományban. Júniusban a Foshan Bíróság azt a döntést hozta, hogy az erotikus masszázs az nem egyenlő a prostitúcióval.

## A prostitúció történelme Kínában

### Császári kor
Különböző etnikai csoportoknak különböző nézetei voltak a prostitúcióról. Az Európaiak úgy tartották, hogy a Török Muszlimok prostituálttá tennék a saját lányukat, miközben ilyen nem is történhetne meg a Tungan Muszlimok között (Kínai Muszlimok), ezért is volt átlagos a Török prostitúció az országban.

### Tanka prostitúció a Qing dinasztia és a Köztársaság korában
A hétköznapi kínai prostituáltak féltek az ott szolgáló nyugatiaktól, mert ők furcsának látták őket, miközben a Tanka prostituáltak szabadon keveredtek nyugati férfiak társaságába. A Tankák segítették az európaiak ellátását és öröm lányokat is biztosítottak számukra. Az alacsonyabb osztályú európai férfiak Hong Kongban könnyen kerülnek kapcsolatba Tanka prostituáltakkal. A Tanka nők ezen hivatása miatt sok kínai gyűlölte őket, mivel szexuális kapcsolatot létesíthettek a nyugatiakkal és fajilag a Tankákhoz tartozhattak.
A Tanka prostituáltakat az „alacsonyabb osztályúak” közé sorolták, azért mert kapzsinak, arrogánsnak tartották őket. Ismertek voltak arról, hogy megütik ügyfeleiket és gúnyolódnak a nevükön. Bár a Tanka prostituáltakat alacsony osztályúnak tartották, bordélyházaik rendezettek és tiszták voltak.
A kantoni kínaiak közt gyakori volt az a sztereotípia, hogy a Tanka nők mind prostituáltak voltak, ezzel növelve az örömlányok számát a köztársaság ideje alatt, mivel ekkor minden Tanka nőt prostituáltként tartottak számon. Tevékenységükre a kereskedelmi város velejárójaként tekintettek. Olyan is előfordult, hogy az alacsony rangúnak tekinthető Tanka prostituáltaknak sikerült egy felsőbb rétegbe kerülniük.
A Tanka nőket kiközösítette a kantoni közösség, és a Hong Kongban való örömlányi szolgáltatásaik gyanánt becenévül pedig a „sós víz lányok” (Ham shui mui) megszólítást kapták.
Gyakran vezettek „nevelőotthont” is azzal a céllal, hogy lányokat exportáljanak a tengerentúli kínai közösségeknek, olyan országokba mint például Ausztrália vagy Amerika. Olyan is megesett, hogy kínainak vagy akár külföldinek ágyast szolgáltattak.
Az 1930-as évekre már több mint 8000 fehér orosz prostituált tartózkodott Shanghaiban.

## Fordítás
- Ez a szócikk részben vagy egészben a Prostitution in China című angol Wikipédia-szócikk ezen változatának fordításán alapul.  Az eredeti cikk szerkesztőit annak laptörténete sorolja fel. Ez a jelzés csupán a megfogalmazás eredetét és a szerzői jogokat jelzi, nem szolgál a cikkben szereplő információk forrásmegjelöléseként.